# Heilig Kreuz (Steinheim an der Donau)

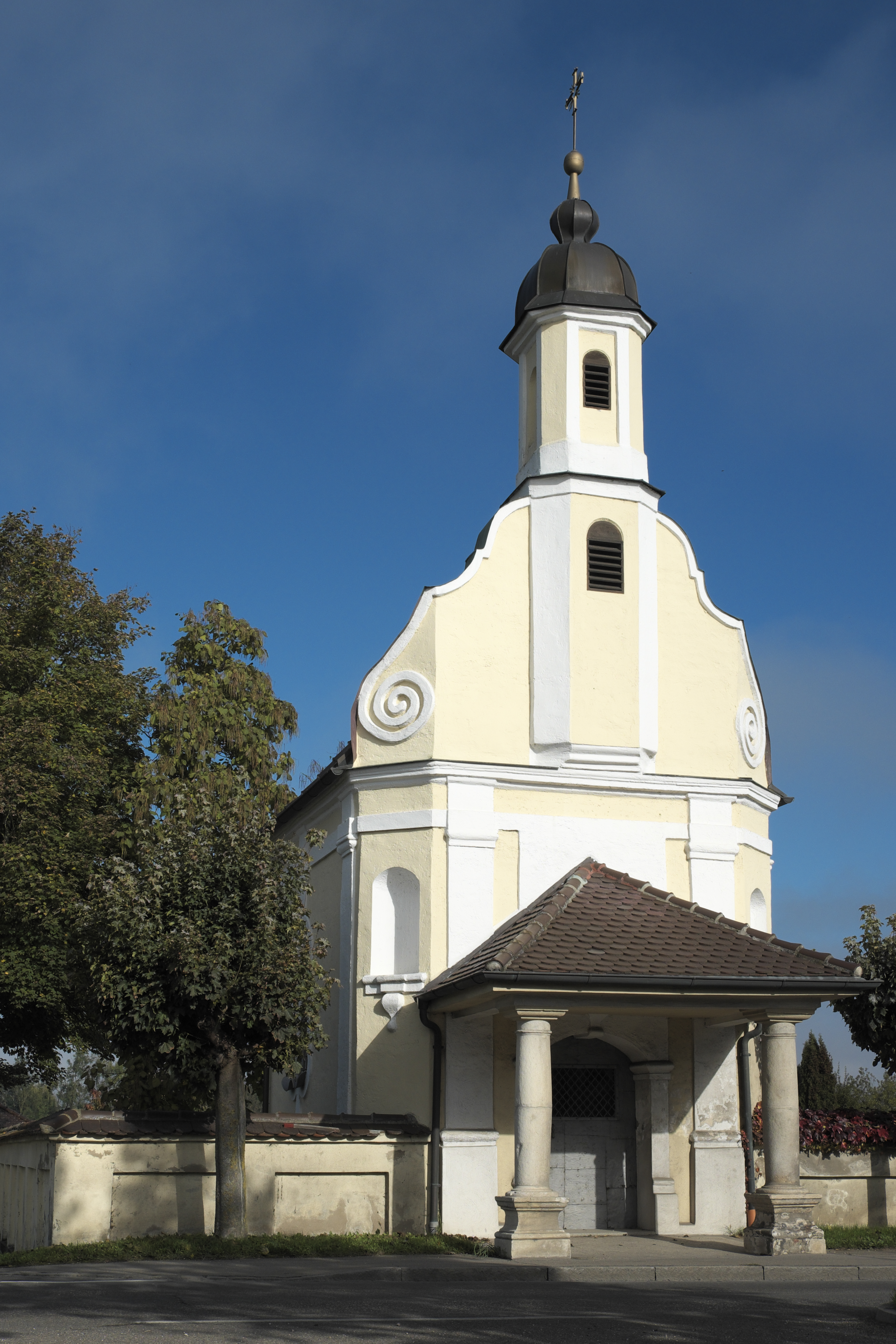
Friedhofskapelle Heilig Kreuz in Steinheim

Die katholische Friedhofskapelle Heilig Kreuz in Steinheim, einem Stadtteil von Dillingen an der Donau im nördlichen Bayerisch-Schwaben, wurde vermutlich im 17. Jahrhundert errichtet. Die Kapelle an der Bundesstraße 16, an der Westecke des neuen Friedhofs, ist ein geschütztes Baudenkmal.
Der einschiffige Bau mit Flachkuppel und dreiseitigem, nördlichem Schluss wurde 1750 von Simon Rotmeister umgebaut. Das Vordach ruht auf zwei toskanischen Säulen. Der Dachreiter wird von einer welschen Haube mit Dachknauf und Kreuz bekrönt. Beidseitig befindet sich je ein Bassgeigenfenster. Die Fassade wird durch Pilaster gegliedert, über deren Kapitellen ein umlaufendes, verkröpftes Band verläuft. Das segmentbogige Portal wird von Pilastern flankiert.